# Джонсон, Норман
Но́рман Ву́дасон Джо́нсон (англ. Norman Woodason Johnson; 12 ноября 1930 — 13 июля 2017) — американский математик.

## Биография
Родился в 1930 году в Чикаго. Отец Джонсона владел книжным магазином и выпускал местную газету.
Учился в Карлтонском колледже, где в 1953 году получил степень бакалавра. После проходил альтернативную гражданскую службу как сознательный отказчик.
Затем получил степень магистра в Питтсбургском университете, а в 1966 году — степень доктора философии в Университете Торонто, защитив там под руководством Гарольда Коксетера диссертацию на тему «Теория однородных политопов и сот» (англ. The Theory of Uniform Polytopes and Honeycombs).
Далее преподавал в Уитонском колледже (Массачусетс) до ухода на пенсию в 1998 году.
Умер в 2017 году, незадолго до смерти успев сделать завершающие правки своей книги «Геометрии и преобразования» (англ. Geometries and Transformations), изданной на следующий год, и оставив почти законченной монографию об однородных политопах.

## Достижения
Наиболее известен как исследователь названных его именем многогранников Джонсона: в 1966 году опубликовал их полный список, дав им названия и номера.
Также дал названия всем однородным звёздчатым многогранникам и двойственным к ним телам.